# Distretto di Qiaocheng
Il distretto di Qiaocheng (谯城区S, Qiáochéng QūP) è un distretto della Cina, situato nella provincia dell'Anhui.